# Guémar

Guémar este o comună în departamentul Haut-Rhin din estul Franței. În 2009 avea o populație de 1.371 de locuitori.

## Evoluția populației
| An        | 1975  | 1982  | 1990  | 1999  | 2006  | 2009  |
| --------- | ----- | ----- | ----- | ----- | ----- | ----- |
| Populație | 1.002 | 1.051 | 1.162 | 1.314 | 1.351 | 1.371 |